# Eriocrania sparrmannella
Eriocrania sparrmannella — вид лускокрилих комах з родини беззубі первинні молі (Eriocraniidae). 

## Назва
Вид названо на честь шведського натураліста Андерса Еріксона Спармана (1748-1820).

## Поширення
Вид поширений в більшій частині Європи і в Японії.

## Опис
Розмах крил становить 10–13 мм (0,39–0,51 дюйма). Голова блідо-сіра, з домішкою темного ворсу. Передні крила досить короткі й широкі, блідо-сяючого золотистого кольору з сильними та різкими смугами фіолетового кольору. Перед торнусом є вузька прямостояча дорсальна пляма ґрунтового кольору, що досягає половини крила; війки сірі, іноді неяскраво смугові з вохристо-білуватими. Жилка 9 відсутня. Задні крила досить темно-сірі, до верхівки багряні. 
Личинка білувата з коричневою головою, чорними боками та двома мітками на 2-му сегменті, окресленими коричневим кольором.

## Спосіб життя
Міль літає в квітні та травні залежно від місця розташування, її можна зустріти вдень у польоті навколо берези. Яйця відкладають на листя берези. Личинки мінують листя берези. Навесні личинки заляльковуються в щільному коконі в ґрунті.